# Lithacodia coreana
Lithacodia coreana là một loài bướm đêm trong họ Noctuidae.